# Cabosi
Cabosi és un indret del terme municipal de Tremp, al Pallars Jussà, dins de l'antic terme ribagorçà d'Espluga de Serra, en el seu enclavament d'Enrens i Trepadús, molt a prop del límit amb el del Pont de Suert, a l'Alta Ribagorça.
Està situat quasi a l'extrem nord-oest de l'enclavament d'Enrens i Trepadús i, per tant, del mateix terme municipal de Tremp. Respecte del del Pont de Suert, és a prop de l'extrem meridional. Al nord-est del Tossal de Cabosi i al sud-oest de la Faiada de Malpàs, hi neix el barranc de Cabosi, que davalla cap a la Noguera Ribagorçana, a l'oest.
Aquest indret dona nom a la major part dels elements geogràfics del seu entorn: el Tossal de Cabosi, el barranc de Cabosi, la Borda de Cabosi, la Font de Cabosi…